# Kvinde og job
Kvinde og job er en dansk dokumentarfilm fra 1977 med instruktion og manuskript af Katia Forbert Petersen.

## Handling
En skildring af tre kvinder, der har brudt med erhvervslivets traditionelle opdeling i kvinde- og mandefag og er blevet smed, hyrevognschauffør og kranfører. Hvordan gjorde de det? Hvordan klarer de det? Hvad føler de?